# Karner Wiener Neustadt
Der Karner Wiener Neustadt stand im ehemaligen Kirchfriedhof südlich vom Dom von Wiener Neustadt in der Statutarstadt Wiener Neustadt in Niederösterreich. Die dem Patrozinium hl. Michael unterstellte Totenkapelle wurde 1870 abgetragen.

## Geschichte
Der erste romanische Bau des Karners hatte eine Rundapsis, beim sechsseitigen Folgebau im Ende des 13. Jahrhunderts blieb die romanische Rundapsis erhalten. In der ersten Hälfte des 14. Jahrhunderts wurde die sechseckige romanische Kapelle mit einem rechteckigen gotischen Langhaus erweitert. Danach erfolgte im 15. Jahrhundert eine Ummauerung des Kirchfriedhofes, diese Ummauerung wurde im Ende des 18. Jahrhunderts wieder abgetragen. Im Jahr 1802 wurde die Michaelskapelle profaniert und als Getreidemagazin und Feuerlöschrequisitendepot genutzt. Anfang der 1870er Jahre wurde die Michaelskapelle demoliert, beim Abbruch waren die hochgotischen Fenster vermauert, es waren Zwischendecken eingezogen und neue Fenster eingefügt.